# 政党领袖
政党领袖，又称党首、党魁，是一个政党的政治領袖，其党内的正式职衔不一，可能是：主席、总书记、第一书记、主任委員、委员长、会长、总裁、总理、代表等，但在区分党务负责人和政治领袖的政党内，后者大多没有正式党内职衔。
政治領袖可能兼任黨組織的最高負責人，但在某些政黨兩個職位由不同的人擔任。在有此區分的政黨，党首或党魁是政治上的領袖，黨務負責人則负责主持和处理日常黨務工作。
黨首一般由党的最高政治決策機構（例如議會黨團、黨團會議、政治局等）選出，并向其负责。在區分黨首和黨務負責人的政黨内，後者由黨的最高权力机关（例如執行委員會、黨員代表大會、中央委員會等）选出，并向其负责。
在议会制国家，通过选举成为执政党的领袖一般会被推举为政府首脑（首相或總理），同时拥有组阁权。在這些國家，特別是受英國影響的西敏制政體中，執政黨的政治領袖（黨魁）在黨組織中通常沒有正式黨務職務，黨組織的最高負責人由他人擔任，處理黨內日常事務，這些國家的部分政黨爲了分化權力甚至硬性規定黨務負責人不得擔任議員、首相等政治職位。
在总统制和半總統制国家，有些时候政党的领袖会被推举为总统候选人，竞逐国家元首，甚或在正式成為國家元首后繼續成為執政黨的領導人，如中華民國、法國等。但有些國家如美國、俄罗斯等，政党的最高黨務負責人（例如美國兩大黨的全國委員會主席）通常不是政黨的最高政治領導人，黨内人物的政治影響力大多取決於其實際政務職權，例如總統（執政黨）、國會的眾議院議長、眾議院少數黨或多數黨領袖（在野黨）等都可以視爲政黨的領袖。議會少數黨或多數黨的領袖往往便是政黨的領袖，並組織議會內的政黨黨團運作。
在一党制的国家（包括中华人民共和国、朝鲜民主主义人民共和国、古巴、越南、老挝等共产主义国家），执政党的领袖（中央委员会总书记或第一书记）很多时候就是党和国家最高领导人，其政治地位和权力凌驾于国家元首和政府首脑之上。另外，由于此类国家的执政党领袖通常事务繁忙，一部分此类国家的执政党会再设置一名政治地位低于政党领袖的高级党员，负责协助或临时代替政党领袖处理党内日常事务。该名党员通常以该执政党最高决策机构的办事机构（例如中国共产党的中央书记处）实际负责人身份（有时使用“排名第一的”、“主持日常工作的”等委婉表述）承担该职责。
中国古代党人中被奉为政治领袖者称为“党魁”。近代政治学中，该词被转用于称呼近代式政党中类似的政治领袖。

## 世界各国和地区主要政党及现任领袖列表
粗體為國家元首、政府首腦或實際的最高領導人

### 亚洲

#### 中華民國
| 政黨         | 政黨地位 | 政黨職務           | 政黨領袖           | 領袖地位   |
| ------------ | -------- | ------------------ | ------------------ | ---------- |
| 民主進步黨   | 執政黨   | 民主進步黨主席     | 賴清德（總統兼任） | 執政黨領袖 |
| 中國國民黨   | 在野黨   | 中國國民黨主席     | 朱立倫             | 反對黨領袖 |
| 臺灣民眾黨   | 在野黨   | 台灣民眾黨主席     | 黃國昌             | 在野黨領袖 |
| 無黨團結聯盟 | 在野黨   | 無黨團結聯盟黨主席 | 林炳坤             | 黨魁       |
| 時代力量     | 在野黨   | 時代力量黨主席     | 王婉諭             | 黨魁       |
| 台灣團結聯盟 | 在野黨   | 台灣團結聯盟黨主席 | 周倪安             | 黨魁       |
| 台灣基進     | 在野黨   | 台灣基進黨主席     | 王興煥             | 黨魁       |

#### 中华人民共和国
中華人民共和國政党大多以同一人担任政治领袖和党务负责人，但由于中华人民共和国政党政治的结构，除唯一执政党中国共产党以外的各民主党派负责人对本党派的政治领导作用比较有限，而作为执政党共产党最高负责人的总书记被视为国家的最高领导人。
| 政党                 | 政党地位 | 政党职务                           | 政党领袖 | 领袖地位   |
| -------------------- | -------- | ---------------------------------- | -------- | ---------- |
| 中国共产党           | 执政党   | 中国共产党中央委员会总书记         | 习近平   | 國家級正職 |
| 中国国民党革命委员会 | 卫星党   | 中国国民党革命委员会中央委员会主席 | 郑建邦   | 國家級副職 |
| 中国民主同盟         | 卫星党   | 中国民主同盟中央委员会主席         | 丁仲礼   | 國家級副職 |
| 中国民主建国会       | 卫星党   | 中国民主建国会中央委员会主席       | 郝明金   | 國家級副職 |
| 中国民主促进会       | 卫星党   | 中国民主促进会中央委员会主席       | 蔡达峰   | 國家級副職 |
| 中国农工民主党       | 卫星党   | 中国农工民主党中央委员会主席       | 陈竺     | 國家級副職 |
| 中国致公党           | 卫星党   | 中国致公党中央委员会主席           | 万钢     | 國家級副職 |
| 九三学社             | 卫星党   | 九三学社中央委员会主席             | 武维华   | 國家級副職 |
| 台湾民主自治同盟     | 卫星党   | 台湾民主自治同盟中央委员会主席     | 苏辉     | 國家級副職 |

##### 香港特別行政區
- 民主党
  - 主席：羅健熙
- 社會民主連線
  - 主席：陳寶瑩
- 自由黨
  - 主席：邵家輝@
  - 黨魁：張宇人@
- 民主建港协进联盟
  - 主席：陳克勤@
- 香港工会联合会
  - 会长：吳秋北@
  - 理事長：黃國@
- 香港經濟民生聯盟
  - 主席：盧偉國@
- 新民黨
  - 主席：葉劉淑儀@

@ 為兼任香港立法會議員
其餘政黨領袖詳見香港政黨

##### 澳門特別行政區
- 澳門工會聯合總會
  - 會長：陳錦鳴
  - 理事長：梁偉峰
- 民眾建澳聯盟
  - 主席：陳俊拔
- 澳門發展新連盟
  - 主席：蘇樹輝
- 澳門公民力量
  - 理事長：林玉鳳
- 澳門社區發展新動力
  - 主席：吳國昌
  - 理事長：李漫洲
- 新澳門學社
  - 主席：朱國權
  - 理事長：甘雪玲

其餘政黨領袖詳見澳門政黨

#### 日本
- 自由民主党
  - 总裁：石破茂（首相兼任）
- 公明党
  - 代表：石井啓一
- 立憲民主黨
  - 代表：野田佳彥
- 國民民主黨
  - 代表：玉木雄一郎
- 希望之黨
  - 代表：中山成彬
- 日本共产党
  - 議長：志位和夫
  - 委員長：田村智子
  - 书记局长：小池晃
- 社會民主黨
  - 黨首：吉田忠智
- 大阪維新會 (2015年)
  - 代表：松井一郎
- 生活黨
  - 代表：小澤一郎、山本太郎
- 新黨改革
  - 代表：荒井廣幸

#### 大韓民國
- 国民力量
  - 非常對策委員長：宋彦锡
- 共同民主党
  - 黨代表：郑清来
- 祖國革新黨
  - 黨代表：金宣旼（朝鲜语：김선민 (의료인)）（代理）

#### 朝鮮民主主義人民共和國
| 政党             | 政党地位 | 政党职务                         | 政党领袖 | 领袖地位                 |
| ---------------- | -------- | -------------------------------- | -------- | ------------------------ |
| 朝鲜劳动党       | 执政党   | 朝鲜劳动党总书记                 | 金正恩   | 朝鲜国务委员会委员长     |
| 朝鲜社会民主党   | 卫星党   | 朝鲜社会民主党中央委员会委员长   | 朴勇一   | 朝鲜最高人民会议副委员长 |
| 朝鲜天道教青友党 | 卫星党   | 朝鲜天道教青友党中央委员会委员长 | 李明哲   | 朝鲜最高人民会议副委员长 |

#### 越南
- 越南共产党
  - 中央委员会总书记：蘇林（黨和國家最高领导人）

#### 老挝
- 老挝人民革命党
  - 中央委员会总书记：通伦·西苏里（党和国家最高领导人；国家元首）

#### 柬埔寨
- 柬埔寨人民黨
  - 主席：洪森
- 奉辛比克黨
- 主席：诺罗敦·夏卡武（英语：Norodom Chakravuth）
- 柬埔寨救國黨
  - 主席：根索卡

#### 泰国
- 为泰党
  - 主席：佩通坦·欽那瓦（政府首腦）
- 民主党
  - 主席：差林猜·西翁（英语：Chalermchai Sri-on）
- 人民國家力量黨
  - 領袖：巴威·翁素萬
- 統一泰國建國黨
  - 領袖：披拉攀·沙里叻他威帕
- 泰自豪黨
  - 領袖：阿努廷·參威拉軍
- 泰國人民黨
  - 領袖：納塔蓬·能班亞武

#### 缅甸
- 全国民主联盟
  - 中央执行委员会主席：昂山素季（擔任缅甸国务资政）
- 联邦巩固与发展党
  - 主席：欽義（英语：Khin Yi）

#### 印度
- 印度国民大会党
  - 主席：索尼娅·甘地
- 印度人民黨
  - 主席：阿米特·沙阿
  - 總理：莫迪（政府首脑）

#### 巴基斯坦
- 巴基斯坦穆斯林聯盟（謝里夫派）
  - 主席：夏巴茲·謝里夫（政府首脑）
- 巴基斯坦穆斯林聯盟（領袖派）
  - 主席：乔杜里·舒贾特·侯赛因
- 巴基斯坦正義運動
  - 領袖：帕爾維茲·伊拉希
  - 主席：古賈爾·阿里·汗
- 巴基斯坦人民黨
  - 領袖：阿西夫·阿里·扎尔达里（國家元首）
  - 主席：比拉瓦爾·布托·扎尔达里

#### 孟加拉國
- 孟加拉國人民聯盟
  - 主席：謝赫·哈西娜（政府首腦）
- 孟加拉國民族主義黨
  - 主席：卡莉達·齊亞
  - 署理主席：Tarique Rahman
- 民族黨 (艾爾沙德)
  - 主席：GM Quader

#### 马来西亚
- 希望联盟（人民公正黨為主）
  - 主席：安華
  - 首相：安華（政府首腦）
- 國民聯盟（土著團結黨為主）
  - 總裁：慕尤丁
- 國民陣線（巫統為主）
  - 主席：阿末扎希

#### 新加坡
- 人民行动党
  - 主席：王瑞杰
  - 秘书长：黃循財（政府首脑）

#### 印度尼西亞
- 印度尼西亞鬥爭派民主黨
  - 總主席：梅加瓦蒂·苏加诺普特丽
  - 總統：佐科·維多多（國家元首和政府首腦）
- 專業集團黨
  - 總主席：艾爾朗加·哈爾達多
- 大印尼運動黨
  - 總主席：普拉博沃·蘇比安托
- 國民民主黨
  - 主席：蘇爾亞·巴洛
- 民族覺醒黨
  - 總主席：穆海敏·伊斯干達爾
- 印尼民主黨
  - 總主席：阿古斯·哈利穆爾蒂·尤多約諾
- 繁榮公正黨
  - 主席：Ahmad Syaikhu
- 國民使命黨
  - 總主席：祖爾基夫里·哈桑
- 建設統一黨
  - 主席：蘇哈索·莫諾阿法

#### 菲律賓
- 菲律賓民主黨–人民力量 
  - 主席：羅德里戈·杜特蒂（國家元首和政府首腦）
  - 總裁：曼尼·帕奎奥
- 民族主義人民聯盟 
  - 主席：Tito Sotto
  - 總裁：Giorgidi B. Aggabao
- 菲律賓自由黨
  - 主席：萊妮·羅布雷多
  - 總裁：Francis Pangilinan
- 菲律賓國民黨
  - 總裁：曼尼·維拉
  - 主席：辛西婭·維拉
- 全國團結黨 
  - 總裁：Elpidio Barzaga Jr.
  - 主席：Ronaldo Puno
- 聯合民族主義聯盟 
  - 主席：南希·比奈
  - 總裁：格雷戈里奧·霍納桑
- 基督教穆斯林民主力量黨
  - 總裁：Martin Romualdez
  - 主席：Bong Revilla
- 民主菲律賓人鬥爭 
  - 總裁：Bella Angara
  - 主席：Sonny Angara
- 菲律賓中間主義民主黨 
  - 總裁：Rufus Rodriguez
  - 主席：Lito Monico Lorenzana
- 公民行動黨
  - 總裁：Machris Cabreros
  - 主席：Risa Hontiveros
- 菲律賓聯邦黨
  - 領袖：Jesus Hinlo Jr.
  - 主席：Gen. Abubakar M. Mangelen
- 菲律賓人民改革黨
  - 主席：Narciso Santiago Jr.
- 菲律賓群眾力量
  - 總裁：約瑟夫·艾斯特拉達
- 新社會運動 
  - 主席：伊美黛·馬可仕
  - 總裁：Jose Vicente Opinion
- 民主行動
  - 主席：Herminio Aquino

#### 以色列
- 利庫德集團
  - 主席：班傑明·納坦雅胡（政府首腦）
- 擁有未來
  - 領袖：亞伊爾·拉皮德
- 沙斯黨
  - 領袖：阿里耶·德里
- 以色列韌性黨
  - 領袖：本尼·甘茨
- 新右翼
  - 領袖：納夫塔利·貝內特
- 以色列工黨
  - 領袖：Merav Michaeli
- 以色列是我們的家園
  - 領袖：阿維格多·利伯曼
- 宗教錫安主義者黨
  - 主席：Bezalel Smotrich

#### 敘利亞
- 阿拉伯復興社會黨－敘利亞地區
  - 地區書記：巴沙爾·阿薩德（國家元首）

#### 土耳其
- 正義與發展黨
  - 主席：雷傑普·塔伊普·艾爾多安（國家元首和政府首腦）
- 共和人民黨
  - 主席：厄兹居尔·厄泽尔

### 美洲

#### 美国
与多数其它国家不同，美国的两大政党民主党和共和党没有严密的组织，因此其党务最高负责人——全國委員會主席的职權地位都比其它国家的主要政党小，其党务负责人的主要职责是组织各级选举时的党务工作，例如政治动员和提名候选人。此外，由于美国不是议会制国家，因此其主要政党没有通常意义上的“党魁”（具有實權的单一政治领袖），一般来说两大党執政時期出任總統者，及国会参众两院的领袖可共同视为其全国性政治领袖。
- 民主党
  - 總統：乔·拜登（国家元首和政府首脑）
  - 副總統：賀錦麗
  - 全国委员会主席：湯姆·裴瑞茲（Tom Perez）（最高負責人）
  - 参议院领袖：查克·舒默（Chuck Schumer）（政治領袖之一）
  - 众议院领袖：（政治領袖之一）
- 共和党
  - 全国委员会主席：羅娜·羅姆尼·麥克丹尼爾（Ronna Romney McDaniel）（最高負責人）
  - 参议院领袖：米奇·麦康诺（政治領袖之一）
  - 众议院领袖：凱文·麥卡錫（政治領袖之一）

#### 加拿大
- 加拿大自由党
  - 主席：安娜·蓋妮（最高負責人）
  - 领袖：賈斯汀·杜魯多（政府首脑）
- 加拿大保守党
  - 主席：斯科特·蘭姆（最高負責人）
  - 领袖：博勵治
- 加拿大新民主黨
  - 主席：呂蓓卡·佈萊基（最高負責人）
  - 领袖：駔勉誠
- 加拿大綠黨
  - 領袖：伊麗莎白·梅伊
- 魁人政團
  - 領袖：伊夫-弗朗索瓦·布蘭謝
- 安大略自由黨
  - 领袖：康寶麗
- 安大略進步保守黨
  - 领袖：道格·福特（政府首脑）
- 安大略新民主黨
  - 领袖：司馬慧
- 卑詩聯合黨
  - 领袖：馮宜幹
- 卑詩新民主黨
  - 领袖：尹大衛（政府首脑）
- 聯合保守黨（亞伯達省）
  - 領袖：戴思敏（政府首脑）
- 魁北克自由黨
  - 領袖：馬克·坦吉（臨時）
- 魁北克未來聯盟
  - 領袖：弗朗索瓦·勒戈（政府首脑）

#### 墨西哥
- 革命制度黨
  - 主席：Alejandro Moreno Cárdenas
- 國家行動黨
  - 主席：Marko Cortés Mendoza
- 墨西哥民主革命黨
  - 主席：Ángel Ávila Romero
- 墨西哥生態主義綠黨
  - 主席：Karen Castrejón Trujillo
- 國家復興運動
  - 主席：Mario Delgado Carrillo
- 墨西哥勞動黨
  - 主席：Alberto Anaya

#### 古巴
- 古巴共产党
  - 中央委员会第一书记：米格尔·迪亚斯-卡内尔（党和国家最高领导人）

#### 巴西
- 巴西劳工党
  - 主席：魯伊·法爾考
- 社會自由黨
  - 領袖：盧西安諾·比瓦爾
  - 總統：雅伊爾·博索納羅（國家元首和政府首腦）
- 巴西民主運動
  - 主席：Baleia Rossi
  - 總書記：Jorge Caruso
- 社會民主黨（巴西，2011）
  - 主席：Gilberto Kassab
- 巴西社會民主黨
  - 領袖：Bruno Araújo
- 巴西自由黨
  - 主席：Valdemar Costa Neto
- 巴西進步黨
  - 主席：Ciro Nogueira
- 巴西共和黨
  - 主席：Marcos Pereira
- 巴西社會黨
  - 主席：Carlos Siqueira
- 巴西民主工黨
  - 主席：Carlos Lupi
- 巴西民主黨
  - 主席：Antônio Carlos Magalhães Neto

#### 阿根廷
| 政党         | 政治地位 | 政治联盟     | 政党职务                   | 政党领袖                         | 领袖地位           |
| ------------ | -------- | ------------ | -------------------------- | -------------------------------- | ------------------ |
| 正义党       | 在野党   | 祖国联盟     | 正义党主席                 | 克里斯蒂娜·费尔南德斯·德基什内尔 |                    |
| 共和國方案   | 在野党   |              | 共和国方案主席             | 毛里西奧·馬克里                  |                    |
| 激进公民联盟 | 在野党   |              | 激进公民联盟全国委员会主席 | 马丁·洛斯特奥                    | 阿根廷国家参议员   |
| 自由意志党   | 执政党   | 自由前进运动 |                            | 哈維爾·米萊                      | 国家元首和政府首脑 |

#### 智利
- 獨立民主聯盟
  - 領袖：Javier Macaya
  - 總書記：María José Hoffmann
- 智利基督教民主黨
  - 領袖：Ximena Rincón
  - 秘書長：David Morales
- 智利社會黨
  - 領袖：Álvaro Elizalde
  - 總書記：Andrés Santander
- 民族革新
  - 領袖：Francisco Chahuán Chahuán
  - 秘書長：Diego Schalper Sepúlveda
- 爭取民主黨
  - 領袖：Heraldo Muñoz
  - 秘書長：Óscar Santelices
- 智利共產黨
  - 主席：吉列爾莫·泰列爾
  - 總書記：勞塔羅·卡莫納·索托
- 社會民主激進黨
  - 領袖：Carlos Maldonado
  - 秘書長：Mauricio Andrews
- 振幅（已解散）
  - 主席：Joaquín Godoy Ibáñez
  - 社會綠色區域主義聯合會
  - 主席：Jaime Mulet
- 社會融合黨
  - 主席：Gael Yeomans
- 智利進步黨
  - 領袖：Marco Enriquez-Ominami
  - 主席：Camilo Lagos
- 智利人文主義黨
  - 領袖：Octavio González
- 公民左翼
  - 主席：Víctor Osorio Reyes
- 智利自由黨
  - 主席：Luis Felipe Ramos
- 政治進化
  - 領袖：赫倫·拉臘因·馬特
  - 秘書長：安德列斯·莫利納

#### 秘魯
- 自由秘魯
  - 秘書長：弗拉基米爾·塞隆
  - 总统：佩德罗·卡斯蒂略（国家元首）
- 人民力量
  - 主席：藤森惠子
  - 書記：Luis Galarreta
- 人民行動
  - 主席：Mesías Guevara
  - 秘書長：Edmundo del Águila Herrera
- 進步聯盟
  - 主席：Cesar Acuña Peralta
  - 秘書長：Luis Valdez Farías
- 人民革新
  - 主席：Rafael López Aliaga
  - 秘書長：Gustavo Pacheco

### 欧洲

#### 俄罗斯
- 统一俄罗斯党
  - 主席：德米特里·梅德韦杰夫
- 俄罗斯联邦共产党
  - 中央执行委员会主席：根纳季·久加诺夫
- 俄罗斯自由民主党
  - 主席：弗拉基米尔·沃尔福维奇·日里诺夫斯基
- 公正俄罗斯
  - 主席：尼古拉·列维切夫

#### 英国
按照英国西敏制的惯例，政黨的政治领袖是從该党國會議員中选出的领袖；执政党的政治领袖担任首相一职，最大反对党的政治领袖担任反对党领袖一职。各大政党都有明文规定区分政治领袖和党务负责人，政治领袖不能担任各党的黨主席（工黨的對應職位是「執委會主席」）。党务负责人主要负责日常党务，包括各個地區支部的運作以及党员的党籍、党费、纪律等事务，在选举时期也负责组织选战、宣传、动员，以及选拔候选人等事务。反之，政治领袖负责在党纲的框架内（作为执政党）领导政府制定和施行政策，或（作为反对党）监督政府施政并通过国会对政府进行问责。
- 工黨
  - 黨魁：施紀賢（英國首相）
  - 執行委員會主席：詹姆斯·阿瑟[3]
  - 總幹事：大衛·雅芳斯（英语：David Evans (political official)）[4]

- 保守黨[5]
  - 黨魁：辛偉誠（反對黨領袖）
  - 主席：理查德·富勒
- 自由民主黨
  - 黨魁：戴宏
  - 主席：馬克·帕克（英语：Mark Parker）
- 苏格兰民族党

- - 黨魁：施榮禮（蘇格蘭首席部長）
  - 主席：懸空
- 英國改革黨
  - 黨魁：奈傑爾·法拉奇
  - 主席：齊亞·優素福（英语：Zia Yusuf）
- 綠黨
  - 黨魁：卡拉·丹尼爾（英语：Carla Denyer）及阿德里安·拉姆齊（英语：Adrian Ramsay）
  - 主席：喬恩·諾特（英语：Jon Nott）

#### 法国
- 共和党
  - 主席：洛朗·沃基耶
  - 秘书长：埃里克·沃爾特
- 社会党
  - 第一书记：玛蒂娜·奥布里
- 共和國前進！
  - 主席：凱薩琳·巴巴魯
  - 總統：艾曼紐·馬克宏（國家元首）
- 民主運動
  - 主席：法蘭索瓦·白胡
- 民主人士和獨立人士聯盟
  - 主席：讓·克里斯多夫·拉加德
- 不屈法國
  - 領袖：Adrien Quatennens
- 國民聯盟
  - 領袖：瑪琳·勒朋
- 法國共產黨
  - 主席：皮埃爾·洛朗

#### 德国
- 德国基督教民主联盟
  - 主席：阿敏·拉舍特
- 巴伐利亞基督教社會聯盟
  - 領袖：馬庫斯·索德爾
- 德国社会民主党
  - 主席：奥拉夫·朔尔茨（政府首脑）
- 德國另類選擇
  - 主席：约尔格·莫伊滕與蒂诺·克鲁帕拉
- 德國自由民主黨
  - 主席：克里斯蒂安·林德納
- 德國左翼黨
  - 主席：珍妮·威斯勒與蘇珊娜·亨尼格-維爾索
- 聯盟90/綠黨
  - 主席：安娜琳娜·貝伯克與羅伯特·哈貝克

#### 意大利
- 民主党
  - 总书记：尼古拉·津加雷蒂
  - 主席：Valentina Cuppi
- 意大利力量党
  - 主席：西尔维奥·贝卢斯科尼
- 五星運動
  - 主席：朱塞佩·孔蒂
- 義大利北方聯盟
  - 主席：馬泰奧·薩爾維尼

#### 西班牙
- 西班牙工人社会党
  - 总书记：佩德羅·桑切斯（政府首腦）
- 西班牙人民黨
  - 主席：巴勃羅·卡薩多

### 大洋洲

#### 澳大利亚
- 澳大利亚工党
  - 總書記：Paul Erickson（最高負責人之一）
  - 主席：韦恩·斯旺（最高負責人之一）
  - 领袖：安東尼·阿爾巴尼西（政府首脑）

- 澳大利亚自由党
  - 主席：Nick Greiner（最高負責人）
  - 領袖：彼得·达顿

- 澳大利亞國家黨
  - 主席：拉里·安東尼（最高負責人）
  - 領袖：巴納比·喬伊斯

#### 新西兰
- 新西兰工党
  - 主席：Claire Szabó
  - 總書記：Rob Salmond
  - 领袖：傑辛達·阿德恩（政府首脑）
- 新西兰国家党
  - 主席：彼得‧古德菲羅
  - 领袖：朱迪思·科林斯

### 非洲

#### 南非
- 非洲人国民大会
  - 主席：西里爾·拉馬福薩（国家元首和政府首脑）
- 民主聯盟
  - 領袖：約翰·史汀荷森
  - 聯邦主席：Ivan Meyer

#### 奈及利亞
- 全體進步大會
  - 總統：穆罕默杜·布哈里（國家元首）
  - 看守主席：Mai Mala Buni
- 人民民主黨
  - 主席：烏切·賽康杜斯

#### 衣索比亞
- 繁榮黨（改組自前衣索比亞人民革命民主陣線）
  - 主席：阿比·艾哈邁德·阿里（政府首腦）
- 提格雷人民解放陣線
  - 主席：德布雷齐翁·格布雷迈克尔

#### 阿爾及利亞
- 民族解放陣線
  - 主席：阿卜杜勒-阿齐兹·布特弗利卡
  - 秘書長：Baadji Abou El Fadhel
- 全國民主集會
  - 秘書長：Tayeb Zitouni
- 和平社會運動
  - 主席：Abderrazak Makri
- 未來戰線
  - 總裁：Abdelaziz Belaïd
- 全國建設運動
  - 領袖：Abdelkader Bengrina
- 社會主義力量陣線
  - 秘書長：Youcef Aouchiche

#### 埃及
- 自由埃及人黨
  - 主席：Essam Khalil
- 民族未來黨
  - 主席：Ashraf Rashad
- 埃及共和人民黨
  - 主席：Hazem Omar
- 新Wafd黨
  - 主席：Bahaa El-Din Abu Shoka
- 國土捍衛黨
  - 主席：Galal Haridy
- 自由与正义党（已解散）
  - 總書記：穆罕默德·薩阿德·卡塔特尼

## 註解
1. ↑  原政党主席拉米罗·马拉（西班牙语：Ramiro Marra）于2025年1月29日被开除党籍后，主席职务空缺，而米莱则是自由党事实上的领袖